# Rawson (Gran San Juan)
Rawson o Ciudad de Rawson es un espacio urbano ubicado al norte del departamento homónimo, en el centro sur de la provincia de San Juan, al noroeste del valle del Tulum, aproximadamente en el centro oeste de Argentina. Dista a no más de 6 km, en dirección sur, del área central de la ciudad de San Juan, con la que presenta un continuo urbano conformando parte del aglomerado urbano del Gran San Juan.
Dentro de sus límite se ubica Villa Krause, centro o núcleo administrativo y sede de instituciones y autoridades gubernamentales del ya citado departamento.
Es la unidad política administrativa más poblada de la nombrada provincia. Mediante la aprobación de la Ley Provincial 5327 del 15 de noviembre de 1984, fue declarada ciudad así como se establecieron sus respectivos límites

## Geografía
Rawson se emplaza sobre una depresión de origen tectónico rellenada con sedimentos cuaternarios de origen aluvional rodeada de macizos paleozoicos, hacia el oeste y precámbricos hacia el este (Valle del Tulum). La misma está atravesada por un curso hídrico superficial permanente producto, principalmente, de la fusión glaciar y nival en el macizo Andino.

### Límites
Los límites de la Ciudad de Rawson fueron establecido mediante la aprobación de Ley Provincial 5.327 en el año 1984. Los mismos están dados por calles y avenidas, así como por los límites establecidos para el departamento Rawson en el año 1942.
Los límites son:

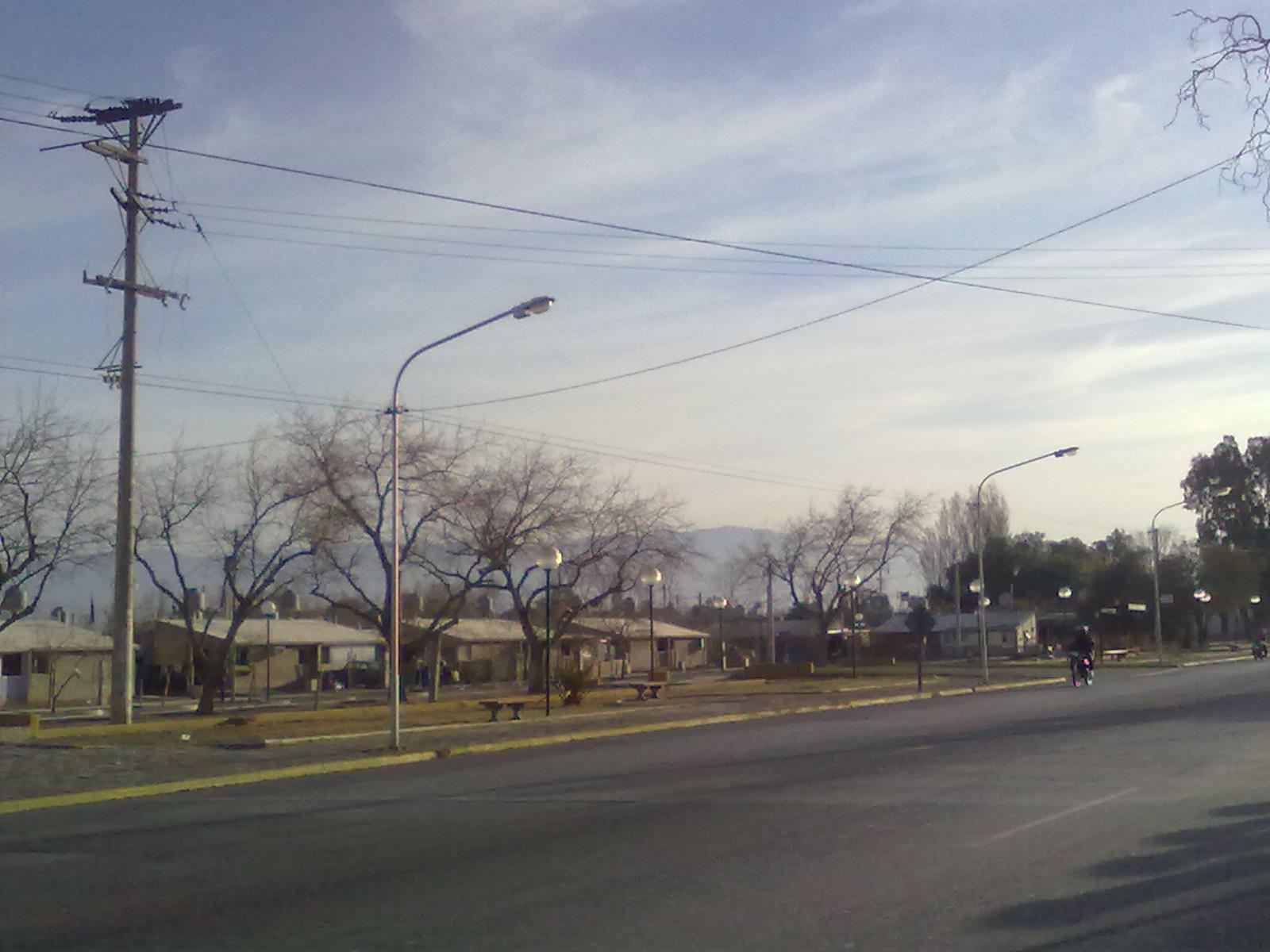
La entrada a la ciudad, al fondo un conjunto de viviendas

- Al norte: Calle República del Líbano entre Calle San Miguel y Avenida Paula A. de Sarmiento; Avenida Paula A. de Sarmiento entre Calle República del Líbano y Calle Comandante Cabot; Calle Comandante Cabot entre Avenida Paula A. de Sarmiento y Calle General Acha; Calle General Acha entre Calle Comandante Cabot Calle Nicanor Larrain; Calle Nicanor Larrain entre Calle General Acha y Autopista Acceso Sur
- Al sur: Calle Agustín Gómez entre Calle San Miguel y Calle General Acha.
- Al este: Autopista Acceso Sur entre Calle Nicanor Larrain y Calle General Acha; Calle General Acha entre Autopista Acceso Sur y Calle Agustín Gómez.
- Al oeste: Calle San Miguel entre Calle República del Líbano y Calle Agustín Gómez.

## Sismicidad
La sismicidad del área de Cuyo (centro oeste de Argentina) es frecuente y de intensidad baja, y un silencio sísmico de terremotos medios a graves cada 20 años en distintas áreas aleatorias.
Terremoto de Caucete 1977el 23 de noviembre de 1977, la región fue asolada por un terremoto y que dejó como saldo lamentable algunas víctimas, y un porcentaje importante de daños materiales en edificaciones.
Sismo de 1861aunque dicha actividad geológica ocurre desde épocas prehistóricas, el terremoto del 20 de marzo de 1861 señaló un hito importante dentro de la historia de eventos sísmicos argentinos ya que fue el más fuerte registrado y documentado en el país. A partir del mismo la política de los sucesivos gobiernos mendocinos y municipales han ido extremando cuidados y restringiendo los códigos de construcción. Y con el terremoto de San Juan de 1944 del 15 de enero de 1944 (81 años) el gobierno sanjuanino tomó estado de la enorme gravedad sísmica de la región.
El Día de la Defensa Civil fue asignado por un decreto recordando el sismo que destruyó la ciudad de Caucete el 23 de noviembre de 1977, con más de 40.000 víctimas sin hogar. No quedaron registros de fallas en tierra, y lo más notable efecto del terremoto fue la extensa área de licuefacción (posiblemente miles de km²).
El efecto más dramático de la licuefacción se observó en la ciudad, a 70 km del epicentro: se vieron grandes cantidades de arena en las fisuras de hasta 1 m de ancho y más de 2 m de profundidad. En algunas de las casas sobre esas fisuras, el terreno quedó cubierto de más de 1 dm de arena.

## Población
El componente Rawson cuenta con 83,608 habitantes (Indec, 2001)

## Parroquias de la Iglesia católica en Rawson
| Arquidiócesis | San Juan de Cuyo |
| ------------- | --- |
| Parroquias    | Inmaculado Corazón de María de Fátima Nuestra Señora del Tulum Nuestra Señora del Rosario de Andacollo Nuestra Señora del Valle Santa Teresita del Niño Jesús Santos Cosme y Damián (en Villa San Damián) |